# パルド・プッシュ
パルド・プッシュ（Pardo's Push）は航空機のマニューバの一つ。飛行中の僚機を自機で押すというものであり、 ベトナム戦争中の1967年3月10日にアメリカ空軍のジョン・R・"ボブ"・パルド（John R. "Bob" Pardo）大尉が、対空砲火により甚大な損傷を負った僚機のF-4C戦闘機を安全な空域へ移動させるために実施したものである。 

## 歴史
1967年3月、タイ空軍ウボン基地を拠点にしていたアメリカ空軍第8戦術戦闘飛行隊第433戦術戦闘中隊所属のボブ・パルド大尉機（レーダー迎撃士官：スティーブ・ウェイン（Steve Wayne）中尉）と僚機であるアール・エイメン（Earl Aman）大尉機（レーダー迎撃士官：ロバート・ホートン（Robert Houghton）中尉）は、ハノイの真北にある北ベトナムの製鉄所を攻撃しようとしていた。

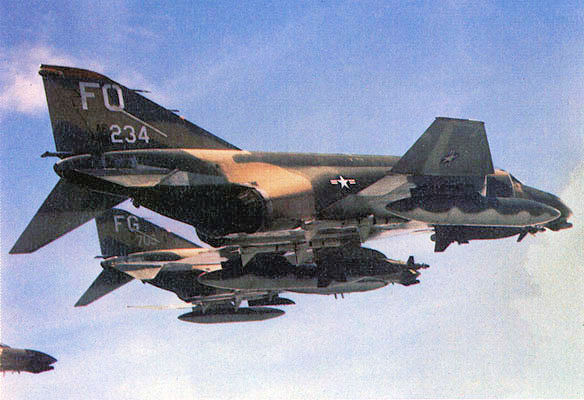
ウボン基地・第8戦術戦闘飛行隊所属のF-4DファントムII。

1967年3月10日、空は晴れ渡り爆撃に適してはいたが、両機とも地上からの対空砲火に被弾してしまった。特にエイメン大尉機の損傷は深刻で、燃料タンクに被弾したことで急速に燃料が失われていった。燃料の漏出によって、エイメン大尉機はラオス領空で待機しているKC-135空中給油機まで辿り着くことが不可能になってしまった。
エイメン大尉とホートン中尉の両名が敵地上空で脱出するという事態を避けるために、パルド大尉は自機でエイメン大尉機をラオス領空まで押すことを決意した。最初に、パルド大尉はエイメン大尉機の機尾にあるドラッグシュート収納部を利用して自機の機首で押そうとしたが、これは乱流に邪魔されてしまった。

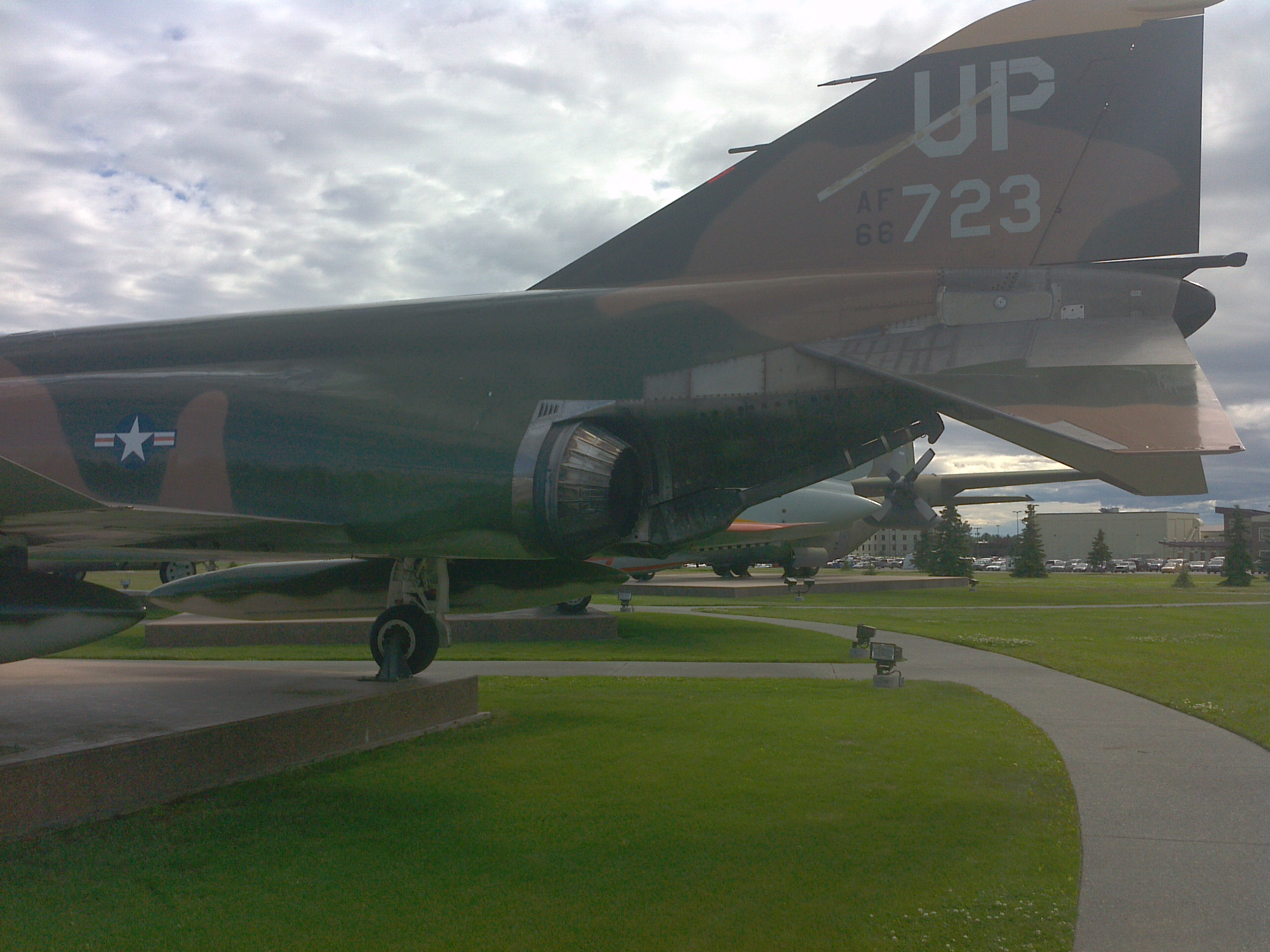
エルメンドルフ・リチャードソン統合基地で展示されているF-4CファントムIIのアレスティング・フック。

そこでパルド大尉は、エイメン大尉機のアレスティング・フックを利用することにした。F-4は本来空母艦上機として開発された機体であり、空軍型のF-4にもアレスティング・フックがそのまま装備されていたのである。エイメン大尉が自機のアレスティング・フックを下ろすと、パルド大尉は自らのF-4Cをフックの先端が風防に接するまで接近させた。続いてエイメン大尉が両方のJ79エンジンを停止させた。作業が始まり降下率はかなり改善されたが、フックは15秒から30秒ほどで風防から滑って外れてしまった。フックが外れる度に、パルド大尉は機体を再び移動させてエイメン大尉機を押し続けた。パルド大尉機も被弾による損傷で片方のエンジンから出火し、やがて停止してしまった。残る10分の飛行中、パルド大尉は片肺飛行を続けながら両機の降下を遅らせ続けた。
パルド大尉機はほぼ88マイルにわたってエイメン大尉機を押し続け 、ついに高度6,000フィート（1,800m）でラオス領空に到達し燃料が底をついた。この高度は彼らに約2分間の猶予を与えた 。4人は脱出し、捕虜になることなく救難ヘリコプターに救助された。
パルド大尉は当初、自らの機体を救う努力を怠ったとして懲戒された。しかしながら、事件から20年以上が経過した1989年に軍は再検証を行い、再評価の後にパルド元大尉とウェイン元中尉の両名はシルバースター（銀星章）を授与された。

## その後
パルド大尉とエイメン大尉は事件後も空軍でキャリアを重ね、二人とも最終的に中佐で退役した。後年、パルド元中佐はかつて彼が救ったエイメン元中佐が筋萎縮性側索硬化症によって声と体の自由を失ったことを知った。そこで彼は、エイメン元中佐が音声合成装置と電動車いす、コンピュータを購入できるように「アール・エイメン財団」（Earl Aman Foundation）を立ち上げた。財団と「レッドリバーバレー戦闘機パイロット協会」（Red River Valley Fighter Pilots Association）は後に一台のバンを調達する基金を立ち上げ、そのバンはエイメン元中佐が亡くなるまで移動に使用された。
パルド元中佐は、2023年12月5日に89歳で死去した。

## ドラマ
パルド・プッシュはテレビドラマ「犯罪捜査官ネイビーファイル」（原題:JAG）のエピソード「True Callings」に反映されており、当該エピソードのクレジットにはパルド大尉の勇気と創意への敬意が記されている。